# بير كرولدروب
بير بليسكوف كرولدرب (بالدنماركية:Per Krøldrup)، من مواليد 31 يوليو 1979 في فاروسو في الدنمارك، لاعب كرة قدم دنماركي.
بدأ مسيرته الكروية مع نادي بولدكولبن 93 في عام 1999، ولعب معهم حتى عام 2001، وفي عام 2001 انتقل إلى نادي أودونيزي الإيطالي، ولعب معهم حتى عام 2005، وشارك معهم في 91 مباراة وسجل 3 أهداف، وفي موسم 2005/2006 انتقل إلى نادي إيفرتون الإنجليزي، ولعب معهم مباراتين، ومنذ عام 2006 وهو يلعب مع نادي فيورنتينا.
و قد بدأ باللعب مع منتخب الدنمارك لكرة القدم في عام 2004.

## روابط خارجية
- بير كرولدروب على موقع الاتحاد الدولي (مؤرشف)  (الإنجليزية)
- بير كرولدروب على موقع الاتحاد الأوربي (الإنجليزية)
- بير كرولدروب على موقع قاعدة بيانات كرة القدم.إي يو (الإنجليزية)
- بير كرولدروب على موقع ناشيونال فوتبول تيمز (الإنجليزية)
- بير كرولدروب على موقع Soccerway.com (الإنجليزية)
- بير كرولدروب على موقع عالم كرة القدم.نت (الإنجليزية)
- بير كرولدروب على موقع كووورة
- بير كرولدروب على موقع AS.com (الإسبانية)